# Romsley (Worcestershire)
Pour les articles homonymes, voir Romsley.
Romsley est un village et une paroisse civile du Worcestershire, en Angleterre. Il est situé dans le nord du comté, à environ 6 km au sud de la ville de Halesowen, à la limite orientale du massif des Clent Hills (en). Administrativement, il relève du district de Bromsgrove. Au recensement de 2011, il comptait 1 584 habitants.
L'église du village est dédiée au saint anglo-saxon Kenelm. Une source située à proximité porte également le nom du saint ; il s'agit d'une des sources de la Stour, un affluent de la Severn.